# Schloss Therasburg
Das Schloss Therasburg in Niederösterreich steht westlich der Stadtgemeinde Pulkau in der Katastralgemeinde Theras auf einem Bergrücken über dem Therasburger Bach linksseitig des westlichen Pulkautals.

## Geschichte

### 13. bis 15. Jahrhundert
Erste bekannte urkundliche Erwähnung ist 1327 als Ortlieb Zvendel von Teraczpurch. Am Ende des 14. Jahrhunderts fiel die Burg direkt den Grafen von Hardegg-Plain zu. Sie war Gut Bertholds II., Burkhards III. und Johanns II. 1430 ist Jan von Fladnitz als Burgpfleger der Grafen von Hardegg bezeugt. Raubritter Kratzer nutzte sie von 1473 für Streifzüge unter anderem auf den nahen Rittsteig. 1495 verkaufte der römisch-deutsche König Maximilian I. an Heinreich Prüschenk die Grafschaft Hardegg samt Veste Therasburg.

### 16. bis 18. Jahrhundert
1523 wurde die Burg kaiserlich erobert. 1574 baute sie der Ritter Jakob von Raming, Oberst, zu einem Renaissanceschloss um. 1645 wurde sie im Laufe des Dreißigjährigen Krieges von schwedischen Truppen unter General Lennart Graf Torstensson zerstört. 1674 kam Georg Julius Freiherr von Gilleis, ebenfalls Besitzer von den Herrschaften Kattau und Missingdorf, in den Besitz von Therasburg. Sein Sohn Georg Franz Anton Gilleiß, Panier- und Freiherr zu Sonnberg und ebenfalls Viertelkommissarius der N.Ö. Landschaft im VOMB wurde am 2. Juni 1701 belehnt. 1730 wird dessen Sohn Johann Julius Freiherr von Gilleis von Kaiser Karl VI belehnt. 1751 listet die Maria-Theresianische Fassion daher Johann Julius Freiherr von Gilleis als Besitzer der Herrschaft Therasburg.

### 19. bis 20. Jahrhundert
1803 belehnt Kaiser Franz II Joseph Kalesanz Freiherr von Gilleis. 1823 ist ebenfalls Joseph Graf von Gilleis als Besitzer mit Verwaltung in Kattau aufgeführt. Der letzte aus dem Geschlechte der Gilleis, Julius von Gilleis, verpachtete und verkaufte später Therasburg an seinen Schwiegersohn Reichsgraf Hermann von Attems, Freiherr von Heiligenkreuz. 1842 wurde das etwa 150 Jahre nicht bewohnte Schloss wiederhergestellt. Aus der Ruine wurden 11 bewohnbare Einheiten geschaffen. Bei der Umgestaltung ließ Hermann Eduard Graf von Attems-Heiligenkreuz den Turm neu eindecken und das 2. Stockwerk des Hauptgebäudes abtragen. 1860 war Anton Graf Attems Lehensherr. 1893 wurde Therasburg von Maximilian Graf von Attems-Gilleis mit neuem Erker und neu aufgebauten zweiten Schlossturm restauriert. Am 6. Juli 1903 fand beim Waldhäuschen die Exkursion des Niederösterreichischen Forstvereines statt. Während des Zweiten Weltkrieges waren hier wie auch in Schloss Horn, Schloss Rosenburg und mehr als zehn anderen Orten die Bestände der Universitätsbibliothek der Universität Wien sowie die wichtigen Nachschlagewerke des Katalogzimmers der Österreichischen Nationalbibliothek – die übrigen Bücher verteilt auf andere acht Orte – untergebracht. Kurzfristig geplanter Einsatzort ungarisch-jüdischer Zwangsarbeiter als Erntehelfer am Gutshof in Therasburg war vom 19. Oktober bis 1. November 1944. Josef Elsinger, Pächter der Gutswirtschaft, hatte bei der Landwirtschaftskammer in Horn um Erntehelfer angesucht.

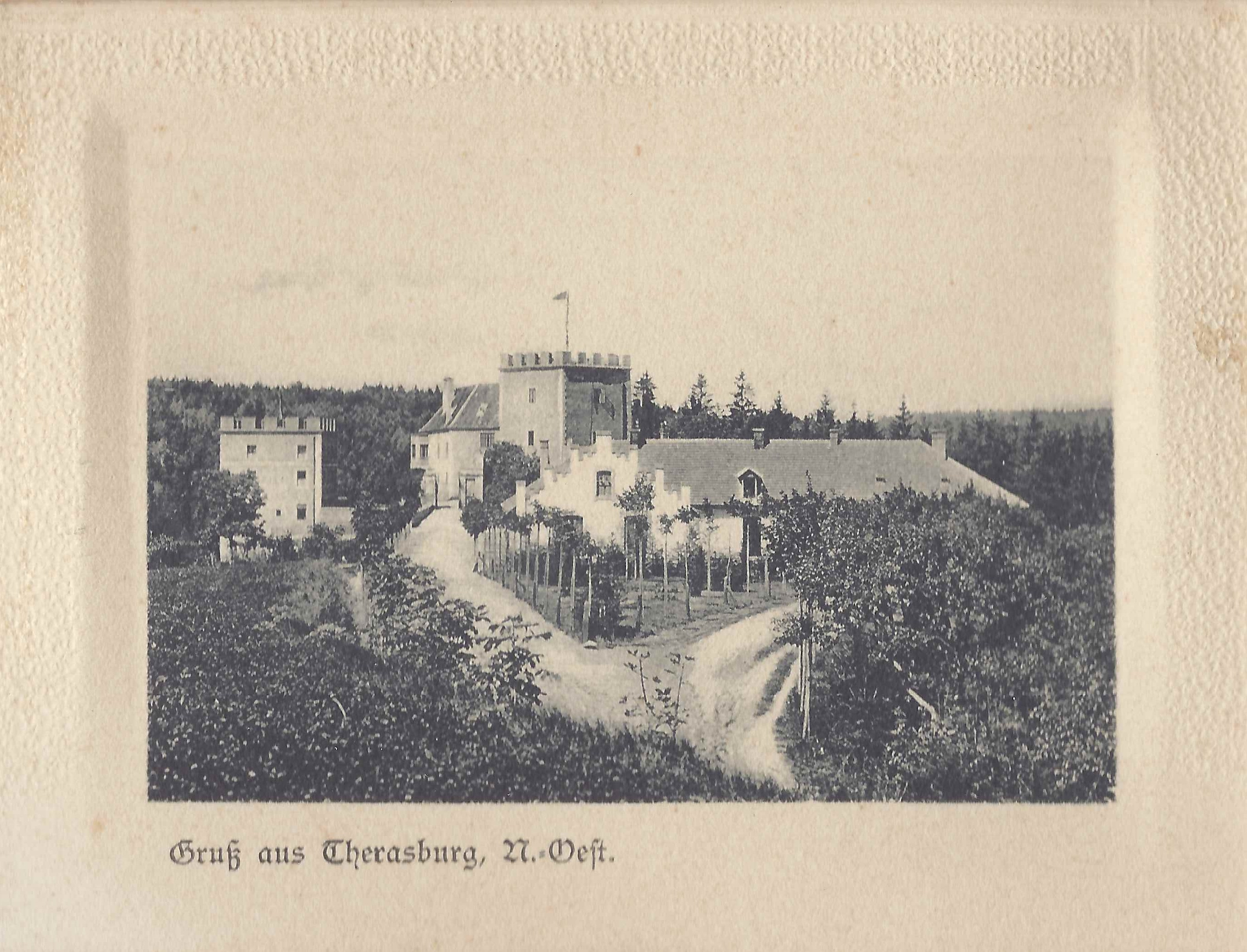
Korrespondenzkarte Schloss Therasburg ca. 1900

## Beschreibung
Therasburg besteht aus einer Steinbrücke mit Resten der ehemaligen Zugbrücke über Wehrgraben, einer zweigeschoßigen Hauptburg mit rundbogigem Portal mit Umrahmung aus weißem Sandstein sowie separatem Turm. Das Gebäude steht per Bescheid des Bundesdenkmalamtes unter Denkmalschutz. Von der ehemaligen Toreinfahrt ist der spitzbögige Fußgängerzugang erhalten und man erkennt an Details, dass eine ehemalige Zugbrücke existierte. Über den Halsgraben, der vermutlich als ehemaliger Steinbruch für die Burg genutzt wurde, führt heute eine zweibögige Brücke. Im Tal wird es vom Therasburger Bach umflossen, einem direkten Zubringer der Pulkau.

## Forstwirtschaft
Die Bewirtschaftung geschah früher im Plenterbetrieb im Gegensatz zur heutigen Entnahme von vom Borkenkäfer geschädigten Flächen, Dürrlingen, Wind- und Schneebrüchen. 1897 wurde eine erste Forsteinrichtung durchgeführt: Die vorherrschende Holzart im Hochwald war die Weisskiefer, dann die Fichte, horstweise auch Tanne, eingesprengelt Eiche, Linde, Birke. Im Niederwald waren es Eiche, Linde, Birke und Salweide. Der Waldboden ist als Verwitterungsprodukt von Gneis und Schimmerschiefer von mittlerer Qualität. Große Flächen ehemaliger Äcker wurden um die Jahrhundertwende aufgeforstet. Zur Bepflanzung gab es eine eigene Baumschule.

## Umgebung
Benachbarte Burgen bzw. Schlösser sind die Ruine Nonneck bei Pulkau, Barockschloss Riegersburg, Schloss Fronsburg und Schloss Schrattenthal.

## Trivia
Herr Kaudelka, Verwalter in Therasburg, erntete 1876 3,8 kg Sojabohnen von 300 gelben Sojabohnen. Nach dem Verwalter Kaudelka ist auch eine imposante Lärche im Therasburger Tal benannt und ebenso ein Materl an der Landstraße Theras-Missingdorf, Kreuzung nach Röhrawiesen errichtet.
Lady Mary Alice Seymour, amerikanische Pianistin und Schriftstellerin, verweilte 1878 als Gouvernante einer Tochter von Anton August von Attems-Gilleis in Therasburg.
Am 15. August 1883 schlug der Blitz in den Turm ein und löste einen Brand aus. Am 19. Juli 1961 brannte eine Scheune in Therasburg. Im Juni 2010 schlug ein Blitz in die Brücke ein und zerstörte explosionsartig die südseitige Flügelmauer.